# موتور حسین اخلاص‌پور
موتور حسین اخلاص‌پور یک منطقهٔ مسکونی در ایران است که در دهستان ارزوئیه واقع شده‌است. موتور حسین اخلاص‌پور ۷۹ نفر جمعیت دارد.